# Séricorne à croupion roux
Hylacola pyrrhopygia
Espèce
Statut de conservation UICN

 LC  : Préoccupation mineure
Le Séricorne à croupion roux (Hylacola pyrrhopygia) ou Fauvette des landes est une espèce d'oiseaux de la famille des Acanthizidae.

## Répartition et sous-espèces
- H. p. pyrrhopygia	(Vigors & Horsfield, 1827) : sud-est de l'Australie ;
- H. p. parkeri (Schodde & Mason, IJ, 1999)	: chaîne du mont Lofty ;
- H. p. pedleri (Schodde & Mason, IJ, 1999)	: chaîne de Flinders (sud).